# Papyrus Edwin Smith

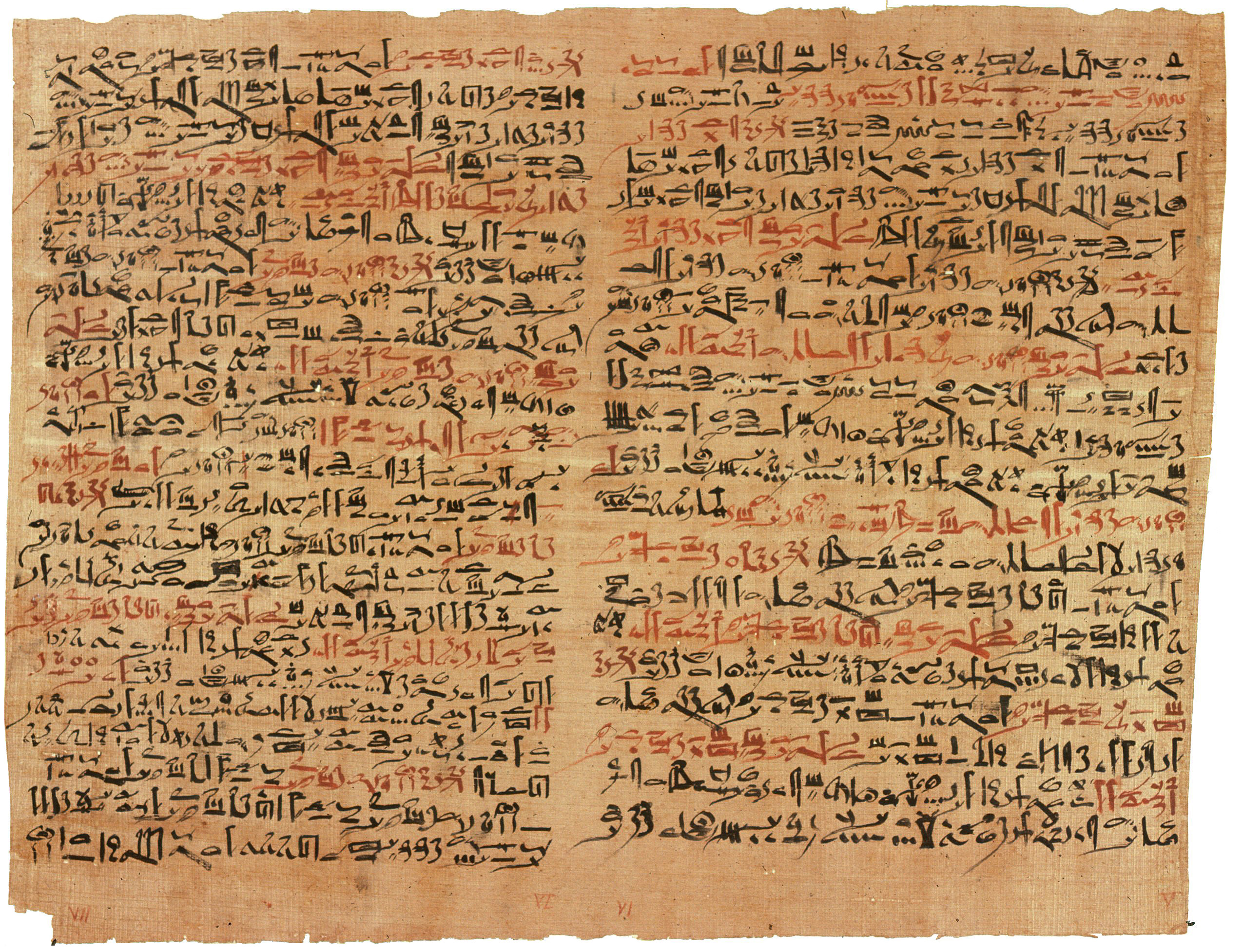
Papyrus Edwin Smith

Der Papyrus Edwin Smith (auch englisch Edwin Smith Papyrus und deutsch „Wundenbuch“ genannt) ist ein altägyptischer medizinischer Text, der auf Papyrus geschrieben wurde und zu den ältesten schriftlichen Dokumenten medizinischer Heilverfahren gehört. Er zeugt von einem hochentwickelten Stand der Medizin im Alten Ägypten, vor allem auf dem Gebiet der Chirurgie.
Im Gegensatz zu anderen medizinischen Papyri handelt es sich um ein Anwendungsbuch, das nahezu frei von magischen Praktiken ist.

## Forschungsgeschichte
Der medizinische Text wurde 1862 von dem Händler Mustafa Aga in Luxor angeboten und durch den US-amerikanischen Antikenhändler Edwin Smith (1822–1906) erworben. Der Papyrus wurde von ihm versuchsweise übersetzt und nach seinem Tod von seiner Tochter der New-York Historical Society geschenkt. 1930 erfolgte die Veröffentlichung mit Faksimile, Umschrift, Übersetzung und Kommentar durch James H. Breasted, der von dem Physiologen Arno B. Luckhardt dabei unterstützt wurde. 1958 kam es durch Hildegard von Deines, Hermann Grapow und Wolfhart Westendorf zur ersten Übersetzung ins Deutsche.
Heute befindet er sich in der New York Academy of Medicine.

## Herkunft
Die genaue Herkunft des Papyrus Edwin Smith ist unbekannt, möglicherweise stammt er aus dem Ramesseum oder dem Grab eines Arztes in Theben-West. Die hieratische Schrift ähnelt der des Papyrus Ebers, der 1873 von Georg Ebers im ägyptischen Luxor erworben wurde.

## Aufbau

Anatomische Verteilung der Fälle im Wundenbuch.

Der Papyrus Edwin Smith ist mit 4,68 m Länge der zweitlängste medizinische Papyrus aus dem Alten Ägypten.
Es handelt sich um eine mittelägyptische Abschrift, die ungefähr in die Zeit um 1550 v. Chr. (Zweite Zwischenzeit, ca. 16.–17. Dynastie) datiert.
Das Original stammt, wie schon Breasted 1930 und Westendorf 1992 darlegten, vermutlich aus dem Alten Reich (etwa 2700 bis 2200 v. Chr.). Der Papyrus trägt eine gute hieratische Schrift und zählt zu den schönsten und längsten ägyptischen Handschriften.
Die Vorderseite umfasst 17 Spalten mit 377 Zeilen, der rückwärtige Teil fünf Spalten mit 92 Zeilen und listet 48 chirurgische Fallbeispiele (Wundenbuch) auf, wobei die betreffenden Körperteile systematisch vom Kopf über die Schultern bis zum Oberkörper beschrieben werden. Beim 48. Fall bricht der Text ab, theoretisch hätten noch andere Körperpartien wie das Leibesinnere oder die Organe folgen müssen.
Das Wundenbuch ist gemäß einem klassischen Lehrtext (schesau) aufgebaut. Jeder Fall enthält jeweils eine Überschrift, Anweisungen für die Untersuchung, eine Diagnose, eine Prognose und eine mögliche Therapie. Manche Fälle sind differenzierter aufgebaut und enthalten mehrere Untersuchungen und Diagnosen. Zahlreiche Glossen am Ende eines jeden Falls dienen dazu, die veralteten Wörter und Ausdrücke näher zu erläutern und den damaligen Lesern verständlich zu machen.
Für die Prognose wurde eine von drei Floskeln verwendet, die die Krankheit klassifizierten und die weitere Behandlung bestimmten:
- „Eine Krankheit, die ich behandeln werde.“
- „Eine Krankheit, mit der ich kämpfen werde.“
- „Eine Krankheit, die nicht behandelt wird.“

Der Text auf der Rückseite des Papyrus steht in einem anderen Zusammenhang. Die letzten beiden Spalten wurden von einem zweiten Verfasser angefertigt und stammen aus einer späteren Zeit.

## Inhalt

### Wundenbuch
Das Wundenbuch behandelt offene Wunden, Knochenbrüche und Zerrungen vom Kopf bis zu den Rippen. Die Standard-Wundbehandlung sieht für den ersten Tag einen Verband mit frischem Fleisch vor. An den nächsten Tagen folgen Verbände mit Öl oder Fett, Honig und Faserstoffen. Bei aussichtslosen Fällen ist auch eine langzeitliche Lagerung des Patienten vorgesehen.

#### Kopf
Die Verletzungen am Kopf reichen von einfachen Wunden, über Klaffwunden bis zum Trümmerbruch. Dabei werden je nach Verletzungsart unterschiedliche Behandlungsmethoden vorgeschlagen und verschiedene Heilaussichten prognostiziert. Für die einfachsten Fälle reicht eine Standard-Wundbehandlung. Patienten mit schwereren Verletzungen wird eine länger andauernde Lagerung verordnet. Gleich im ersten beschriebenen Fall wird eine Messung der Pulsader und das Abhören des Herzschlages vorgeschlagen und ergibt interessante Einblicke in die Untersuchungsmethoden der ägyptischen Ärzte. In einem anderen dargestellten Fall wird versucht, einen hoffnungslosen zersplitterten Schädel mit Hilfe eines Straußeneis zu heilen. Bei dem beschriebenen Vorgehen handelt es sich eher um ein Sympathiemittel, das zugleich von einem Zauberspruch begleitet wird.

#### Hals/Nacken
Behandelt werden eine verletzte Halsröhre und verschiedene Probleme am Nackenwirbel. Eine Verschiebung zweier Wirbel und eine Quetschung lassen sich nicht heilen, bei anderen Fällen wird der übliche Wundverband eingesetzt.

#### Schlüsselbeine
Eine Lösung des Schlüsselbeins vom Brustkorb lässt sich durch eine Befestigung mit Stoffresten und einem Wundverband heilen. Bei einem einfachen Bruch wird das Schlüsselbein erst so ausgerichtet, dass es wieder an die richtige Stelle zurückfällt. Dann erfolgt eine Polsterung und ein Wundverband.

#### Oberarm
Die Verletzungen am Oberarm beinhalten einen Spalt, eine Geschwulstblase und einen Bruch, der ähnlich wie beim Schlüsselbeinbruch behandelt wird. Am kompliziertesten erweist sich ein Bruch mit einer Wunde drauf. Nicht heilen lässt sich eine tiefe blutige Wunde, die bereits aufgeweicht ist.

#### Brust
Geschwülste auf der Brust aufgrund von Schlagverletzungen werden durch Ausbrennung mit einem Brennbolzen behandelt. Anormale Wunden, die entzündet sind und Fieber hervorrufen, werden hingegen erst gekühlt, getrocknet und dann mit einem speziellen gepuderten Verband kuriert.

#### Rippen
Zerrungen und Verschiebungen der Rippen lassen sich problemlos mit einem Wundverband behandeln. Nicht behandelt werden kann hingegen ein Bruch mit aufgebrochener Wunde und gelösten Rippenknochen.

#### Achsel
Eine Klaffwunde an der Achsel weist je nach Schwere des Falls unterschiedliche Heilmittel auf. Die Art des Leidens reicht dabei von rheumatischen Schmerzen im Schulterblatt bis zur entzündeten Wunde, die Fieber hervorruft.

#### Rücken
An der Wirbelsäule werden drei Arten chirurgischer Verletzungen unterschieden:
1. zu behandeln – günstig
2. zu bekämpfen – fraglich
3. nicht zu behandeln – hoffnungslos

Der letzte Fall sieht eine Zerrung am Rückenwirbel vor. An dieser Stelle bricht der Papyrus jedoch ab, bevor die Behandlung einsetzt.

### Zaubersprüche gegen Seuchen
Die magischen Beschwörungen dienen zur Fernhaltung von Seuchen, die bei der jährlichen Nilschwemme auftreten. Dabei wird der Sprecher entweder mit dem Sonnengott oder mit Horus identifiziert.

### Lehrtexte und Rezepte
Die Lehrtexte beinhalten eine Menstruationsstörung und eine Erkrankung des Anus. Die Rezepte dienen zur Hautpflege und insbesondere zur Herstellung von Öl einer Bitterfrucht, das zur Hautverjüngung eingesetzt wird.

## Werkausgaben und Übersetzungen
- James Henry Breasted: The Edwin Smith Surgical Papyrus. 2 Bände. University of Chicago Press, Chicago 1930 (= University of Chicago Oriental Institute Publications. Band 3–4); Neudruck ebenda 1991, ISBN 0-918986-73-7.
- Hildegard von Deines, Hermann Grapow, Wolfhart Westendorf: Grundriss der Medizin der alten Ägypter. 9 Bände. Akademie-Verlag, Berlin 1954–1973; hier Band 4.1: Übersetzung der medizinischen Texte. Akademie-Verlag, Berlin 1958.
- Wolfhart Westendorf: Papyrus Edwin Smith. Ein medizinisches Lehrbuch aus dem Alten Ägypten. Wund- und Unfallchirurgie. Zaubersprüche gegen Seuchen, verschiedene Rezepte. Aus dem Altägyptischen übersetzt, kommentiert und herausgegeben (= Huberts Klassiker der Medizin und Naturwissenschaften. Band 9). Huber, Bern/Stuttgart 1966.
- Wolfgang Kosack: Der medizinische Papyrus Edwin Smith: The New York Academy of Medicine, Inv. 217: neu in Hieroglyphen übertragen, übersetzt und bearbeitet.  C. Brunner, Berlin 2011 / C. Brunner, Basel 2012, ISBN 978-3-033-03331-3.